# Kantonsschule Zürich Nord
Die Kantonsschule Zürich Nord (KZN) als grösste öffentliche Mittelschule des Kantons Zürich befindet sich in Zürich-Oerlikon und bietet der Schülerschaft der Region ein umfassendes Mittelschulangebot mit einem Langgymnasium, einem Kurzgymnasium und einer Fachmittelschule auf einem Campus an. Durch ihre Grösse kann die Kantonsschule Zürich Nord ihren Schülerinnen und Schülern eine breite Palette von unterschiedlichen Freifächern und vielfältige kulturelle und soziale Aktivitäten anbieten. Die Schule zählt rund 2’200 Schülerinnen und Schüler, 300 Lehrpersonen, 50 Mitarbeitende der Zentralen Dienste. Die Schulleitung setzt sich zusammen aus 8 Schulleiterinnen und Schulleiter sowie einer Adjunktin als Teil der erweiterten Schulleitung. 

## Allgemein

### Geschichte
Die KZN wurde auf Beginn des Herbstsemesters 2012/2013 durch die Zusammenführung der sich vorher am gleichen Standort befindlichen Kantonsschule Oerlikon und der Kantonsschule Zürich Birch, die erst 2004 aufgrund einer Raumrochade diverser kantonaler Schulen und Hochschulen an neuem Standort aus der Kantonsschule Riesbach entstanden war, gegründet. Die Fusion stiess zum Teil auf massiven Widerstand der Lehrerschaft und der Schülerschaft, vor allem in der Kantonsschule Oerlikon. Bis zum Kantonsratsentscheid, bei dem nur die EDU sowie einige Vereinzelte aus der CVP dagegen stimmten, versuchten die Gegner sich mit einer Website und einer Petition unter den Schülern Gehör zu verschaffen. Der Fusionsprozess war durch Differenzen geprägt, weshalb auch zwei Mitglieder des Projektteams nicht als Prorektoren der neuen Schule amteten und die Schule für das erste Jahr trotzdem noch in die Abteilungen Birch und Oerlikon unterteilt blieb.

### Bau und Standort

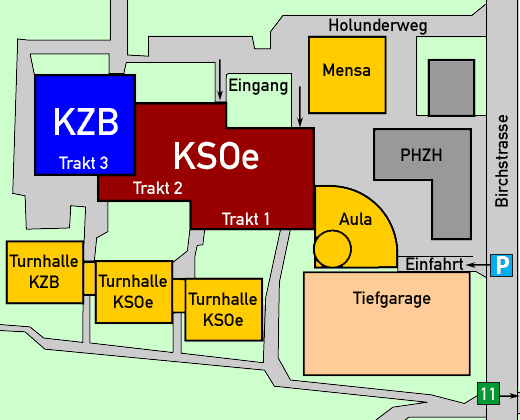
Übersicht über das Schulgelände vor der Fusion

Die KZN befindet sich in einem dreitraktigen, vierstöckigen Gebäude, das bereits die Vorgängerschulen genutzt hatten. Dazu kommen eine separate Mensa, 6 Turnhallen und eine viertelkreisförmige Aula. Auch ein weiteres Gebäude, das früher von der PHZH genutzt worden ist, wurde in die Schule integriert. Umgeben ist die KZN von einer Sportanlage, einem kleineren Gewächshaus sowie einem Biotop.
Der Standort ist in der Nähe des Bahnhofs Oerlikon. Die nächsten VBZ-Haltestellen sind die Stationen Bad Allenmoos bzw. «Regensbergbrücke» der Tramlinie 11 und «Birchdörfli» der Buslinie 32. Somit ist die Schule besonders attraktiv für Schüler aus Zürich-Nord und der nördlichen Agglomerationsgemeinden.

### Renovation und Umzug auf den Irchel Campus
Im Sommer 2024 ist die KZN temporär auf den Irchel Campus der Universität Zürich (UZH) umgezogen, weil die ursprünglichen Gebäude der Schule in Oerlikon renoviert werden müssen. Ab Herbstsemester 2024 bis 2027 wird der Lehrbetrieb der KZN in Gebäuden der UZH stattfinden, welche spezifisch für Nutzung durch Gymnasien umgebaut wurden. Nach 2027 sollen diese Räumlichkeiten von weiteren Stadtzürcher Gymnasien genutzt werden, während deren Gebäude renoviert werden.